# Сан-Паулу (Лісабон)
Сан-Паулу (порт. São Paulo; МФА: [ˈsɐ̃w ˈpaw.ɫu]) — парафія в Португалії, у муніципалітеті Лісабон. Розташована в західній частині країни, на теренах історичної португальської провінції Ештремадура. Входить до складу округу Лісабон. За адміністративним поділом, чинним до 1976 року, терени парафії були складовою провінції Ештремадура. Належить до Лісабонського патріархату Католицької церкви. Патрон — святий Павло. Площа — 0,4391 км². Населення — 2728 ос. (2011). Сильно урбанізований регіон. Густота населення — 6212,71 осіб/км²
. Код — 110649.

## Географія

Райони Лісабона
Зони Лісабона

## Населення
| Кількість мешканців | Кількість мешканців | Кількість мешканців | Кількість мешканців | Кількість мешканців | Кількість мешканців | Кількість мешканців | Кількість мешканців | Кількість мешканців | Кількість мешканців | Кількість мешканців | Кількість мешканців | Кількість мешканців | Кількість мешканців | Кількість мешканців |
| ------------------- | ------------------- | ------------------- | ------------------- | ------------------- | ------------------- | ------------------- | ------------------- | ------------------- | ------------------- | ------------------- | ------------------- | ------------------- | ------------------- | ------------------- |
| 1864                | 1878                | 1890                | 1900                | 1911                | 1920                | 1930                | 1940                | 1950                | 1960                | 1970                | 1981                | 1991                | 2001                | 2011                |
| 5 277               | 5 501               | 7 391               | 7 349               | 7 824               | 7 880               | 8 059               | 8 068               | 6 828               | 10 548              | 7 760               | 6 756               | 4 676               | 3 521               | 2 728               |